# Die Spinnen

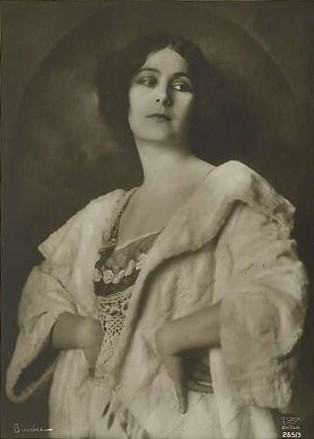
Lil Dagover, atriz de Die Spinnen, fotografada em 1919 por Alexander Binder.

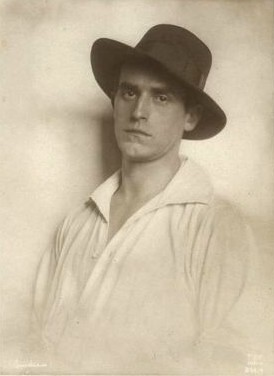
Carl de Vogt, ator de Die Spinnen, fotografado em 1920 por Alexander Binder.

Die Spinnen é um seriado alemão em dois capítulos, no gênero aventura, dirigido por Fritz Lang e interpretado por Carl de Vogt, Ressel Orla, Georg John e Lil Dagover. Foi realizado pela Decla-Bioscop AG em duas partes, e lançado nos anos de 1919 e 1920. Originalmente planejado em quatro episódios, foi cortado após a complementação do segundo episódio.

## Sinopse
Em San Francisco, o desportista Kay Hoog anuncia ter encontrado uma mensagem em uma garrafa, com um mapa desenhado por um professor de Harvard que desapareceu. O mapa conta a história de uma civilização Inca perdida, com um tesouro imenso. Hoog planeja imediatamente uma expedição para encontrá-lo, mas Lio Sha, o chefe de uma organização criminosa conhecida como Spinnen (“Aranhas”), está determinado a obter o tesouro para si mesmo e planeja uma expedição rival.

## Elenco
- Carl de Vogt	 ...	Kay Hoog
- Ressel Orla	 ...	Lio Sha
- Georg John	 ...	Dr. Telphas
- Lil Dagover	 ...	Naela

## Produção
Fritz Lang estava no início de sua carreira como diretor, quando aceitou dirigir o que viria a ser um seriado de mistério, ação e aventura, composto por quatro episódios de longa-metragem. Para essa direção, Lang foi forçado a abandonar as funções na direção de Das Cabinet des Dr. Caligari, também lançado pelo mesmo distribuidor Babelsberg Bioscop Studios em 1919. Lang completou dois episódios antes que o projeto fosse cortado pelo produtor dos filmes. Um episódio foi lançado como “Der Goldene See” e o outro como “Das Brillantenschiff”. Os episódios que não foram realizados teriam os títulos Um Asiens Kaiserkrone (parte 3) e Im Spinnennetz (parte 4).

## Restauração
O seriado foi considerado perdido por muitos anos, até que uma cópia original foi descoberta na década de 1970. Essa impressão sobrevivente foi usada para a restauração do filme, concluída em 1978. Na versão restaurada aparenta estar faltando uma pequena quantidade do filme original, e foi lançada em DVD em 1999.